# Thomas H. Paynter
Thomas Hanson Paynter, född 9 december 1851 i Lewis County, Kentucky, död 8 mars 1921 i Frankfort, Kentucky, var en amerikansk demokratisk politiker och jurist. Han representerade delstaten Kentucky i båda kamrarna av USA:s kongress, först i representanthuset 1889–1895 och sedan i senaten 1907–1913.
Paynter studerade vid Centre College. Efter juridikstudier inledde han 1872 sin karriär som advokat i Greenup, Kentucky. Han var åklagare i Greenup County 1876–1882.
Paynter efterträdde 1889 George M. Thomas som kongressledamot. Han avgick 1895 för att tillträda som domare i en appellationsdomstol.
Paynter efterträdde 1907 Joseph Clay Stiles Blackburn i USA:s senat. Han efterträddes 1913 som senator av Ollie Murray James.